# Străoane, Vrancea
Străoane este satul de reședință al comunei cu același nume din județul Vrancea, Moldova, România.

 Acest articol despre o localitate din județul Vrancea este deocamdată un ciot. Puteți ajuta Wikipedia prin completarea lui.